# Tom Verheijde
Tom Verheijde is een Belgisch boogschutter.

## Levensloop
Verheijde werd Europees kampioen staande wip in 2015.
Hij is aangesloten bij KHG Sint Sebastiaan uit Nieuwpoort.